# Шлафф, Мартин
Мартин Шлафф (Martin Schlaff) (06.08.1953) — австрийский бизнесмен еврейского происхождения, главный акционер RHI Magnesita. На 2023 год — один из богатейших людей Австрии, его состояние оценивается от 2,8 до 3,2 миллиарда евро.
Родился в Вене в семье предпринимателя. Учился в Венском университете экономики и бизнеса, в 1975 году получил диплом магистра.

## Первые бизнес-проекты
В 1976 году благодаря жене получил долю в венском товариществе Robert Placzek, которое в 1987 г. было преобразовано в акционерное общество, и занял должность младшего менеджера. Фирма занималась торговлей лесом и бумагой со странами Восточной Европы, главным образом с ГДР, Венгрией, Чехословакией и Польшей. Мартин Шлафф постепенно стал расширять бизнес, предлагая новые виды товаров, в том числе текстиль и вычислительную технику. При этом он находил способы обойти эмбарго, наложенное Западом на государства Варшавского договора.
После падения Железного занавеса Мартин Шлафф смог перестроить свой бизнес, приведя его в соответствие с новыми реалиями. В 1997 году он открыл казино в Иерихоне, часть доходов от которого поступала властям Палестинской автономии. Предприятие процветало благодаря приезжим из Израиля, где игорные заведения запрещены. Но в 2000 году во время Второй интифады казино закрылось.
В 2001 году Мартин Шлафф за 800 млн евро купил у Михаила Черного  Mobiltel — оператора сотовой связи Болгарии, и через несколько лет продал эту компанию вдвое дороже. То же самое, но с меньшей прибылью, он проделал с Serbian Mobtel.
В 2007 году вышел из компании Robert Placzek Aktiengesellschaft, в которой проработал более 30 лет.
В 2010 году основал в Лихтенштейне Sigma Bank.

## RHI Magnesita
В 2006 году Шлафф через свою фирму MS Private Foundation приобрёл около 6 % акций RHI AG (Radex-Heraklith Industriebeteiligungs AG) — предприятия по добыче и переработке магнезитов. К сентябрю следующего года его пакет составлял уже 26,47 %.
В 2017 году состоялось слияние RHI AG с его главным конкурентом Brazilian Magnesita. Объединённая компания получила название RHI Magnesita. Штабквартира осталась в Вене, но фирма покинула Венскую фондовую биржу и зарегистрировалась на Лондонской бирже, а также вошла в состав фондового индекса FTSE 250 Index.

## Участие в резонансных делах
Благодаря личному знакомству с ведущими политиками многих стран он в ряде случаев сыграл решающую роль в разрешении международных конфликтов:
- в 2003 году благодаря связям с Ариэлем Шароном помог нормализовать отношения Австрии с Израилем. Израильский посол, отозванный в 2000 году, вернулся в Вену.
- в 2007 году при его посредничестве были освобождены 5 болгарских медсестёр, приговоренных в Ливии к смерти по обвинению в намеренном заражении детей вирусом.
- в 2010 году добился освобождения из ливийской тюрьмы Рафаэля Хаддада, еврея, обвинённого в шпионаже в пользу Израиля.

Также Мартин Шлафф известен как благотворитель и коллекционер. Он собрал коллекцию антисемитских артефактов (около 5000 объектов) и подарил её в 1993 г. Еврейскому музею в Вене.

## Семья
Шлафф был женат трижды. Первая жена - Сьюзи Визель, дочь Фридриха Визеля, владельца компании Robert Placzek, в которой благодаря ей Шлафф получил долю, у них трое детей. Второй женой была Андреа, у них двое детей. Пара развелась в 2008 году, Шлафф выплатил «отступные» в размере 200 миллионов евро. Его нынешняя жена — Барбара Кениг, пара поженилась в 2009, есть общий ребёнок.